# 利文斯頓 (新澤西州)
利文斯頓（英語：Livingston）是位於美國新澤西州艾塞克斯縣的一個鎮區。

## 地方資料
利文斯頓的面積為36.57平方千米，當中陸地面積為35.70平方千米，而水域面積為0.86平方千米。根據2020年美國人口普查的數據，當地共有人口31330人，而人口密度為每平方千米856.71人。